# Ben Lamm

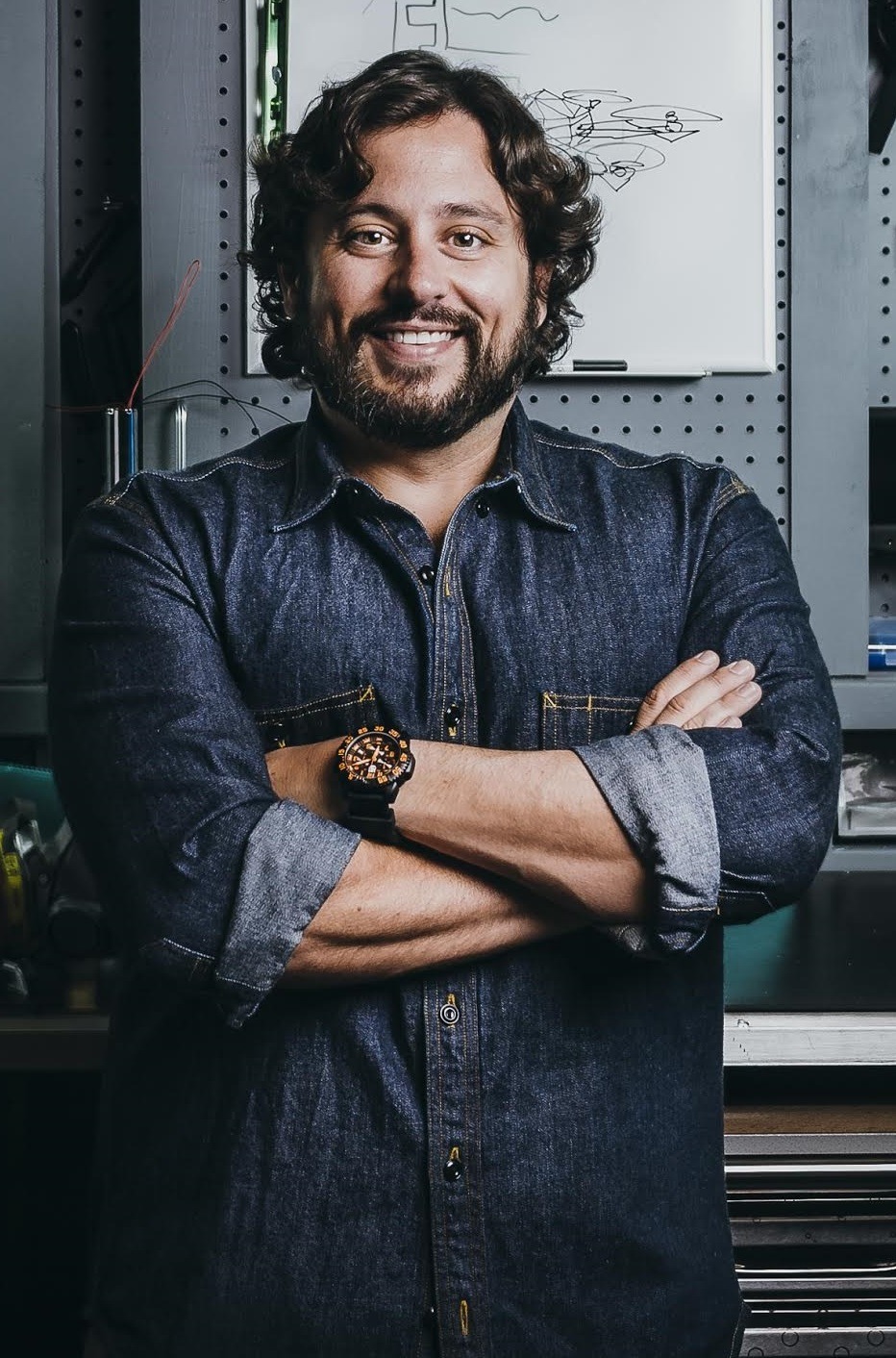
Ben Lamm (2017)

Ben Lamm (* 4. Dezember 1981 in Austin, Texas) ist ein US-amerikanischer Serienunternehmer. Er ist vor allem dafür bekannt, dass er gemeinsam mit George Church die Idee der Wiederbelebung ausgestorbener Tierarten entwickelte und ein durch Risikokapital finanziertes Start-up namens Colossal Biosciences gründete, um Churchs Arbeit in der Entwicklung von Gentechnik und Reproduktionstechnologie zu unterstützen. Im Mai 2025 schätzte Forbes sein Vermögen auf 3,7 Milliarden US-Dollar.

## Laufbahn
Lamm gründete sein erstes Unternehmen, als er noch an der Baylor University studierte. Er verkaufte Unternehmen wie Simply Interactive, ein Unternehmen für E-Learning-Software (2010 von Agile übernommen), Chaotic Moon Studios, ein Unternehmen für mobile Apps (2015 von Accenture übernommen), Team Chaos, ein Unternehmen für digitale Spiele (2016 von Zynga übernommen), Conversable, eine SaaS-Konversationsbot-Technologie (2018 von LivePerson übernommen), und Hypergiant Industries, ein Unternehmen für maschinelles Lernen und künstliche Intelligenz (2023 von Trive Capital übernommen).
2019 setzte Lamm 15 Millionen Dollar Startkapital ein, um Gentechnik wie die CRISPR/Cas-Methode für die Erhaltungsbiologie einzusetzen. Beim Start des Unternehmens Colossal Biosciences im Jahr 2021 erregte er die Aufmerksamkeit der Medien mit der Behauptung, Colossal werde innerhalb des nächsten Jahrzehnts „den Wollhaarmammut zurückbringen“. Lamm sicherte sich Investitionen von bekannten Persönlichkeiten wie Paris Hilton, Thomas Tull, Tom Brady, Peter Jackson und Chris Hemsworth und hat bis Oktober 2024 mehr als 235 Millionen Dollar aufgebracht.
Während des South by Southwest-Festivals 2022 nahm Lamm an einer von Richard Garriott moderierten Podiumsdiskussion teil, wo er sich für die Wiederbelebung ausgestorbener Arten einsetzte.
Ende 2022 war Lamm Mitbegründer von Form Bio, einem Softwareunternehmen, das aus Colossal Biosciences hervorging. Ziel des Unternehmens ist die Entwicklung von Software zur Verbesserung der Arbeitseffizienz von Wissenschaftlern.
Lamm gründete im April 2024 Breaking, ein Startup-Unternehmen für Kunststoffabbau und synthetische Biologie. Während der Forschung bei Colossal wurde X-32 entdeckt, eine Mikrobe, die in der Lage ist, verschiedene Kunststoffe in nur 22 Monaten abzubauen und dabei Kohlendioxid, Wasser und Biomasse zu hinterlassen.
Im Oktober 2024 rief Lamm die Colossal Foundation ins Leben, eine 501(c)(3)-Untersuchung, die die von Colossal Biosciences entwickelte Technologie für Artenschutz weltweit einsetzt. Biobanking ist einer der Hauptschwerpunkte. Bis Februar 2025 hat Colossal seit seiner Gründung insgesamt 435 Millionen Dollar eingesammelt.
Im Jahr 2025 leitete Lamm die Arbeit seines Unternehmens zur Wiederbelebung der ausgestorbenen Wolfsart Aenocyon dirus. Colossal Biosciences berichtete im April 2025, mittels CRISPR/Cas-Methode drei Individuen der ausgestorbenen Art „wiederbelebt“ zu haben, die zwischen Oktober 2024 und Januar 2025 geboren wurden. Das Unternehmen hat allerdings nur versucht, Tiere zu entwickeln, die Aenocyon dirus ähnlich sehen; in Wirklichkeit handelt es sich um gentechnisch veränderte Wölfe.

## Sonstiges
Lamm ist Mitglied des Kuratoriums von The Explorers Club.